# 银川南站
银川南站，原名平吉堡站，是位于宁夏回族自治区银川市兴泾镇的一个铁路车站，建于1958年，有包兰铁路、定银铁路经过该站，现为纯货运站，车站及其上下行区间均为电气化区段。车站距离包头站522公里，距银川站11公里，隶属兰州局集团，是五等站。1988年时，该站日接发客车3对，货车21对，年接发旅客近万人，装卸货物五千多吨。
2010年，平吉堡站在太中银铁路开通前改为银川南站，同时其北部的双渠口站关闭。原银川火车站货运作业内容于2010年11月30日全面移至银川南站。